# Tubular Bells III
Tubular Bells III es el 18º álbum de Mike Oldfield, publicado en 1998 como secuela de Tubular Bells (1973) y Tubular Bells II (1992), 25 años después del primero.
Mientras lo componía, Oldfield estaba viviendo en Ibiza, por lo que a lo largo del disco hay ciertos elementos que hacen referencia a las costumbres de la isla.

## Lista de canciones
1. "The Source of Secrets" – 5:35
2. "The Watchful Eye" – 2:09
3. "Jewel in the Crown" – 5:45
4. "Outcast" – 3:49
5. "Serpent Dream" – 2:53
6. "The Inner Child" – 4:41
7. "Man in the Rain" – 4:03
8. "The Top of the Morning" – 4:26
9. "Moonwatch" – 4:25
10. "Secrets" – 3:20
11. "Far Above the Clouds" – 5:30

Todos los temas están compuestos por Mike Oldfield

## Versiones anteriores
Oldfield ha afirmado que inicialmente había grabado alrededor de 70 minutos de música para Tubular Bells III, pero que luego los recortó hasta los definitivos 46:38 minutos. Una primera versión de "Man in the rain" se escribió alrededor del éxito de 1983 Moonlight Shadow, y de hecho, el estilo es similar. Por otra parte, una primera versión de "The source of secrets" apareció en la compilación "Mike Oldfield XXV"

## Estreno en concierto
El 4 de septiembre de 1998, seis años después del primer concierto de Tubular Bells II en el Castillo de Edimburgo, Oldfield dio el primer concierto de Tubular Bells III en el Horse Guards Parade de Londres. La versión en directo del concierto está disponible en el doble DVD de Tubular Bells II/Tubular Bells III.

## Reacciones de la crítica
Tubular Bells III es el que menos éxito ha cosechado de todos los Tubular Bells, alcanzando el número 4 de las listas del Reino Unido, no como sus predecesores. La reacción de la crítica fue dispar. La similitud entre "Man in the rain" y "Moonlight Shadow" se interpretó como que Oldfield estaba reciclando de otros discos.

## Vocalistas
En el disco se suceden distintas cantantes. La angloindia Amar interpreta las canciones "The Source of Secrets", "Jewel in the Crown" y "Secrets". A Oldfield se le escucha en "Outcast", y la cantante de Luar na Lubre, Rosa Cedrón, interpreta "The inner child". "Man in the rain" la interpretan las cantantes Cara Dillon y Heather Burnett, y "Far above the clouds", Clodagh Simonds y Francesca Robertson.

## Instrumentos
Algunos de los instrumentos musicales que aparecen en el disco son los Roland D-550, JD-990, JV1080 y los sintetizadores Clavia Nord Lead y Korg M1 y Trinity. El sintetizador para guitarra Roland VG8 en temas como "Man in the rain".
Oldfield también utiliza las baterías de sus discos Ommadawn y "Crises" en algunos temas. Por ejemplo, "Man in the rain", adopta la batería de Moonlight Shadow, "Outcast" del tema "Shadow on the wall" y "Far above the clouds" del final de "Ommadawn parte 1".
- Datos: Q971320